# エルンスト・アウグスト・フォン・ハノーファー (1914-1987)
エルンスト・アウグスト・フォン・ハノーファー（ドイツ語: Ernst August von Hannover, 1914年3月18日 - 1987年12月9日）は、ブラウンシュヴァイク公国の公子。ブラウンシュヴァイク公エルンスト・アウグストの長男で世子であったが、ドイツ革命により君主制が倒されたため即位することはなかった。ハノーファー王国の王家の子孫でもあり、1953年から死去まで「エルンスト・アウグスト4世」（ドイツ語: Ernst August IV）としてハノーファー王家およびブラウンシュヴァイク公家の家長であった。

## 生涯
1914年3月18日、エルンスト・アウグスト（3世）とその妃であったドイツ皇帝ヴィルヘルム2世の王女ヴィクトリア・ルイーゼの間に長男（第一子）として、ブラウンシュヴァイク公国の首都であったブラウンシュヴァイクで生まれた。出生時からハノーファー王家の男系男子としてハノーファー王子（Prinz von Hannover）とブラウンシュヴァイク＝リューネブルク公（Herzog zu Braunschweig und Lüneburg）の称号および殿下（Königliche Hoheit）の敬称を、ブラウンシュヴァイク公位の法定推定相続人としてブラウンシュヴァイク公世子（Erbherzog von Braunschweig）の称号を持っていたが、1918年のドイツ革命により貴族制が廃されたためこれらの称号は法的な根拠を失った。
革命が発生すると両親や兄弟とともにオーストリアへ一時亡命した。帰国後はザーレム（現在のバーデン＝ヴュルテンベルク州ボーデンゼー郡）にクルト・ハーンが開設していたザーレム校で教育を受け、ついでゲッティンゲン大学で法学を学び1936年に博士号を取得した。
第二次世界大戦中、エルンスト・アウグストは陸軍中尉として従軍し、1943年にハリコフ近郊で負傷した。1942年までエーリッヒ・ヘープナーの下に配属されていたため、1944年7月20日のヒトラー暗殺計画が失敗すると、ベルリンのプリンツ・アルブレヒト通り（現ニーダーキルヒナー通り）にあったゲシュタポ本部に拘禁された。
エルンスト・アウグストはドイツ人であったが、自身が1705年ゾフィー帰化法によってイギリス国籍も持っているとして1951年に提訴し、1957年に貴族院（当時は最高裁の役割を兼ねていた。）に主張を認めさせた。
1987年12月9日に73歳で死去した。家長位は長男のエルンスト・アウグスト（5世）が継いだ。

## 子女
2度結婚しており、グリュックスブルク公子アルブレヒトの娘である最初の妻オルトルート・ツー・シュレースヴィヒ＝ホルシュタイン＝ゾンダーブルク＝グリュックブルク（1925年 - 1980年）との間に3男3女を儲けた。1981年に再婚した2人目の妻モニカ・ツー・ゾルムス＝ラウバッハ（ゾルムス＝ラウバッハ伯ゲオルク・フリードリヒの娘、1929年 - 2015年）との間には子供はいなかった。
- マリー・ヴィクトリア・ルイーゼ・ヘルタ・フリーデリケ（英語版）（1952年 - ） - 1982年、ミヒャエル・フォン・ホッホベルク伯爵と結婚
- エルンスト・アウグスト・アルベルト・オットー・ループレヒト・オスカー・ベルトルト・フリードリヒ・フェルディナント・クリスティアン・ルートヴィヒ（1954年 - ） - ハノーファー王家家長
- ルートヴィヒ・ルドルフ・ゲオルク・ヴィルヘルム・フィリップ・フリードリヒ・ヴォルラート・マクシミリアン（1955年 - 1988年）
- オルガ・ゾフィー・シャルロッテ・アンナ（スペイン語版）（1958年 - ）
- アレクサンドラ・イレーネ・マルガレータ・エリーザベト・バティルディス（英語版）（1959年 - ） - 1981年、ライニンゲン侯家家長アンドレアス（英語版）と結婚
- ハインリヒ・ユリウス・クリスティアン・オットー・フリードリヒ・フランツ・アントン・ギュンター（1961年 - ）